# 塩崎祥平
塩崎 祥平（しおざき しょうへい、1979年 - ）は日本の映画監督、プロデューサー、脚本家。奈良県大和郡山市小泉町出身。

## 来歴
大阪府八尾市出身の父と大阪市福島区出身の母の間に生まれる。
1994年、大和郡山市立片桐中学校を卒業後、国際科がある大阪府内の私立高校に進学するも、大学受験偏重の教育方針に反発し退学した。高校中退後、アルバイトで出会った年上の彼女の勧めから高校を再受験することを決め、奈良県立富雄高等学校に1年遅れて進学。
高校卒業後にアメリカ合衆国に渡る。サンノゼ州立大学で映画制作について学習した。
2004年に帰国後、百米映画社に入社し、通訳や演出助手などを務める。2007年から短編映画の監督を始め、初監督の『おとうさんのたばこ』は2008年にハリウッドで開催されたPictures Battlek×Show Biz Japanの最優秀作品賞に選ばれた。一方で川本喜八郎の遺作となった『死者の書』（折口信夫の同名小説が題材）の海外販促を担当し、川本ともつながりを持った。
長編の初監督作となった『茜色の約束 サンバ do 金魚』は出身地の大和郡山市を舞台として2009年から脚本に着手、自ら制作会社を立ち上げて2012年に公開され、関西では2万人以上の観客を集めた。
『茜色の約束』完成後、次作も奈良県を舞台に作ることを構想し、2012年に帰郷する。元来は自分も妻も実家を嫌って関西から離れ、映画産業が東京に集中していたことからその後も戻らなかったが、妻の実家に住むことになり、そのときの体験がベースとなって長編2作目となる『かぞくわり』の企画が生まれたと述べている。『かぞくわり』は川本の遺作と同じく折口信夫の『死者の書』から着想を得ているが、川本との出会いが「僕の映画の基礎」と発言している。

## 監督作品
長編映画
- 『茜色の約束 サンバ do 金魚』 - 監督・脚本（2012年）
- 『かぞくわり』 - 監督・脚本（2019年）かぞくわりLLP

短編映画
- 『おとうさんのたばこ』17分（2007年）百米映画社
- 『にっちもさっちも』 30分（2015年）PKP

## プロデュース作品
- 『佐渡テンペスト』（2011年）百米映画社[10]
- 『審判』（2018年）百米映画社

## ドキュメンタリー
- 『神々の談』（2024年、奈良テレビ放送）